# Espiral de Ekman
La espiral de Ekman es el nombre con el que se conoce un modelo teórico que explica el movimiento de las capas de un fluido por la acción del efecto de Coriolis.

## Origen del término
El primero que notó la desviación de las corrientes superficiales fue el oceanógrafo y explorador polar noruego Fridtjof Nansen durante una expedición al océano Ártico, a bordo del Fram, donde observó que el desplazamiento de los icebergs no seguía la dirección del viento. En efecto, los icebergs se desplazaban 45° a la derecha. Al regreso de la expedición en 1886, compartió sus conocimientos y observaciones con el oceanógrafo sueco Vagn Walfrid Ekman, quien diez años más tarde publicaría este modelo de circulación llamado espiral de Ekman.

## Cómo se produce el efecto

Efecto de la espiral de Ekman. 1:Viento 2:Fuerza aplicada desde arriba 3:Dirección efectiva del flujo de corriente 4: Efecto Coriolis.

Es consecuencia del efecto de Coriolis que, al aplicar fuerzas, causa que los objetos se muevan hacia la derecha en el hemisferio norte y hacia la izquierda en el hemisferio sur respecto a la dirección del viento. Debido a esto, cuando el viento sopla sobre la superficie oceánica del hemisferio norte, la corriente oceánica se desplaza hacia la derecha, mientras que cuando lo hace en el hemisferio sur, ésta se desplaza hacia la izquierda. Como el agua superficial empuja al agua que está por debajo, esta se desplazará por acción de la fuerza de Coriolis hacia derecha o izquierda dependiendo del hemisferio, y de esta misma manera las capas inferiores. Mientras la corriente se desvía desde el origen, la velocidad se vuelve cada vez menor. La profundidad a la cual la espiral de Ekman penetra está determinada por cuán lejos puede penetrar la mezcla turbulenta en el curso de un día pendular.
Este diagrama a la derecha muestra las fuerzas asociadas al espiral de Ekman. La fuerza aplicada desde arriba está en rojo (que comienza con el viento soplando en la superficie del agua), el efecto de Coriolis (en ángulos hacia la derecha respecto a la superior) representada en amarillo, y el movimiento de agua resultante en rosado, lo que se convierte en la fuerza desde arriba para la capa inferior, en sentido del reloj en espiral mientras se desplaza hacia abajo.
El espiral de Ekman clásico ha sido observado bajo hielo marino, pero no se encuentra en la mayoría de las condiciones de océano abierto. Esto se debe al hecho de que:
- la mezcla turbulenta en la capa superficial del océano tiene un ciclo diurno fuerte;
- las olas superficiales pueden desestabilizarlo.

En la latitud cero el agua no gira a ningún lado.